# Hedychium carneum
Planta do genero Hedychium e familia Hedychium, possui flores muito ornamentais, podendo ser usada em paisagismo.
Referência:
http://www.eol.org/pages/11395767